# Коркмаз, Бюлент
Бюле́нт Коркма́з (тур. Bülent Korkmaz; род. 24 ноября 1968, Малатья) — турецкий футболист, защитник. Бывший игрок стамбульского «Галатасарая» и сборной Турции, ныне — тренер.

## Карьера

### Игровая
Всю свою карьеру игрока провёл в «Галатасарае».

### Тренерская
Тренировал «Кайсери Эрджиесспор», «Бурсаспор» и «Генчлербирлиги», а 23 февраля 2009 года сменил Михаэля Скиббе у руля «Галатасарая». С ним было подписано соглашение на полтора года с возможностью продления ещё на сезон. Однако проработал всего 3 месяца. В 1/8 финала Кубка УЕФА «Галатасарай» уступил «Гамбургу», а в чемпионате Турции не смог отстоять золото, финишировав на пятой строчке турнирной таблицы.

## Достижения
«Галатасарай»
- Чемпион Турции (8): 1987/88, 1992/93, 1993/94, 1996/97, 1997/98, 1998/99, 1999/00, 2001/02
- Обладатель Кубка Турции (6): 1990/91, 1992/93, 1995/96, 1998/99, 1999/2000, 2004/05
- Обладатель Суперкубка Турции (5): 1988, 1991, 1993, 1996, 1997
- Обладатель Кубка УЕФА (1): 1999/2000
- Суперкубок УЕФА (1): 2000
- Обладатель Кубка спортивных журналистов Турции (6): 1987/88, 1991/92, 1992/93, 1997/98, 1998/99, 1999/00

Сборная Турции
- Бронзовый призёр Чемпионата мира по футболу: 2002
- Бронзовый призёр Кубка конфедераций: 2003